# 山口麻美
山口 麻美（やまぐち まみ、1986年8月13日 - ）は、東京都西東京市出身の元女子サッカー選手、サッカー指導者。元サッカー日本女子代表。現役時代のポジションはフォワードおよびミッドフィールダー。2007年に日本人初となる「ハーモン・トロフィー」（米大学年間最優秀選手）を受賞した。

## 経歴

### ユース〜日テレ・ベレーザ時代
兄がやっていた影響で4歳ころからサッカーを始め、FC明成・KSC(小平)、小平FCイレブンを経て、1999年、中学1年生のときに日テレ・メニーナに入団。東京都立豊多摩高等学校に進学した2002年から日テレ・ベレーザに昇格した。2シーズン目の2003年に18試合9得点の成績を残し、翌シーズン前半にも出場機会を得た。

### フロリダ州立大学時代
2005年にベレーザを退団してフロリダ州立大学に留学、同大学の女子サッカー部に所属した。
2007年にバンコクで開催されたユニバーシアードに出場するユニバーシアード日本代表に選出され、同大会に出場したが9位の成績に終わった。同年7月には、北京オリンピックアジア最終予選に向けた日本代表のアメリカ遠征メンバーに初招集され、同年7月28日のアメリカ戦で代表デビューを果たした。
2007年度のアトランティック・コースト・カンファレンスの女子サッカーリーグで24得点18アシストを記録し、米大学の年間最優秀選手に贈られる「ハーモン・トロフィー」を、日本人史上初、またフロリダ州立大学女子サッカー部の選手として初めて受賞した。2016年、同大学女子サッカー部初となる背番号の永久欠番が発表された。

### ウメオIK時代
2008年に大学に籍を置いたままスウェーデンへ渡り、ダームアルスヴェンスカン（スウェーデン女子1部リーグ）所属のウメオIKに入団し、リーグ戦やスヴェンスカ・クッペン・ダメル、UEFA女子カップ（UEFA女子チャンピオンズリーグ）などに出場した。在籍中、2度のリーグ優勝とUEFA女子カップ決勝戦進出を経験した。

### アトランタ・ビート時代
2009年10月に行われたWPSの国際ドラフトでアトランタ・ビートより指名を受け、翌2010年1月、ウメオIKのチームメートであるラモーナ・バッハマン、ヨハンナ・ラスムセンらと共に同クラブと契約した事が発表された。アトランタでは21試合に出場し、同年6月23日開催のフィラデルフィア・インディペンデンス戦で1得点を挙げた。WPSでのシーズンが終了した同年9月24日、日テレに期限付き移籍し、翌日の第13節から最終節までの6試合に出場し3得点を挙げた。

### ハンマルビーIF時代
2010年12月、ダームアルスヴェンスカン所属のハンマルビーIFに移籍し、1年間プレーしたが、この期間に右膝に大怪我を負った。2011年12月に契約満了し退団。

### 日本サッカー界復帰
その後はダームアルスヴェンカンのマルモまたは古巣ウメオが獲得を図ったが、2012年2月6日、岡山湯郷Belleのホームページに新入団選手として紹介され、日本サッカー界への復帰が決まった。
2013年シーズンをもって岡山湯郷ベルを退団。
2014年6月、日テレ・ベレーザに加入した。同年12月、第36回皇后杯全日本女子サッカー選手権大会でベレーザの5年ぶり11回目の同大会優勝に貢献した。
2015年2月、ベレーザを退団。

### 現役引退後
2015年3月、NWSLのウェスタン・ニューヨーク・フラッシュのプレシーズンに招待選手として参加した。
2016年、フロリダ州立大学を卒業した。
2023年4月5日、NWSLのワシントン・スピリットのアシスタント・コーチ兼プレーヤー・デベロップメント・コーチに就任した。

## 個人成績

### クラブ
| クラブ             | シーズン       | リーグ                   | 背番号 | リーグ戦 | リーグ戦 | カップ戦 | カップ戦 | リーグ杯 | リーグ杯 | UEFA | UEFA | 合計 | 合計 |
| クラブ             | シーズン       | リーグ                   | 背番号 | 出場     | 得点     | 出場     | 得点     | 出場     | 得点     | 出場 | 得点 | 出場 | 得点 |
| ------------------ | -------------- | ------------------------ | ------ | -------- | -------- | -------- | -------- | -------- | -------- | ---- | ---- | ---- | ---- |
| 日テレ・ベレーザ   | 2002           | L・リーグ                |        | 0        | 0        |          |          | —        | —        | —    | —    | 0    | 0    |
| 日テレ・ベレーザ   | 2003           | L・リーグ                | 20     | 18       | 9        | 4        | 2        | —        | —        | —    | —    | 22   | 11   |
| 日テレ・ベレーザ   | 2004           | L・リーグ1部 (L1)        | 18     | 7        | 5        |          |          | —        | —        | —    | —    | 7    | 5    |
| 日テレ・ベレーザ   | 通算           |                          |        |          |          |          |          |          |          |      |      |      |      |
| ウメオIK           | 2008           | ダームアルスヴェンスカン | 16     | 14       | 0        |          |          | —        | —        | 7    | 1    | 21   | 1    |
| ウメオIK           | 2009           | ダームアルスヴェンスカン | 11     | 22       | 4        |          |          | —        | —        | 4    | 1    | 26   | 5    |
| ウメオIK           | 通算           |                          |        |          |          |          |          |          |          |      |      |      |      |
| アトランタ・ビート | 2010           | WPS                      | 9      | 21       | 1        | —        | —        | —        | —        | —    | —    | 21   | 1    |
| 日テレ・ベレーザ   | 2010           | なでしこ                 | 25     | 6        | 3        | 0        | 0        | —        | —        | —    | —    | 6    | 3    |
| ハンマルビーIF     | 2011           | ダームアルスヴェンスカン | 99     | 12       | 0        | 1        | 1        | —        | —        | -    | -    | 13   | 1    |
| 岡山湯郷Belle      | 2012           | なでしこ                 | 14     | 8        | 1        | 2        | 3        | 0        | 0        | —    | —    | 10   | 4    |
| 岡山湯郷Belle      | 2013           | なでしこ                 | 14     | 3        | 0        | 2        | 0        | 6        | 0        | —    | —    | 11   | 0    |
| 岡山湯郷Belle      | 通算           |                          |        |          |          |          |          |          |          |      |      |      |      |
| 日テレ・ベレーザ   | 2014           | なでしこ                 | 30     | 12       | 1        | 2        | 0        | —        | —        | —    | —    | 14   | 1    |
| 通算               | 日本           | 日本                     | 1部    | 54       | 19       | 10       | 5        | 6        | 0        | 0    | 0    | 70   | 24   |
| 通算               | スウェーデン   | スウェーデン             | 1部    | 48       | 4        | 1        | 1        | 0        | 0        | 11   | 2    | 60   | 7    |
| 通算               | アメリカ合衆国 | アメリカ合衆国           | 1部    | 21       | 1        | 0        | 0        | 0        | 0        | 0    | 0    | 21   | 1    |
| 総通算             | 総通算         | 総通算                   | 総通算 | 123      | 24       | 11       | 6        | 6        | 0        | 11   | 2    | 151  | 32   |

1. 1 2  UEFA女子カップ2008-09の成績
2. 1 2  UEFA女子チャンピオンズリーグ 2009-10の成績

- UEFA女子チャンピオンズリーグ
  - 初出場 - 2008年10月9日 UWC2008-09 2次予選 ヴァルル（英語版）戦
  - 初得点 - 2008年11月6日 UWC2008-09 準々決勝 アーセナルLFC戦

- アメリカ女子プロサッカー（WPS）
  - 初出場 - 2010年4月19日 ワシントン・フリーダム戦
  - 初得点 - 2010年6月23日 フィラデルフィア・インディペンデンス（英語版）戦

### 代表
- 2007年7月28日 - 日本女子代表初出場 -  アメリカ合衆国戦 (国際親善試合)
- 2009年8月1日 - 日本女子代表初得点 -  フランス戦 (国際親善試合)

#### 主な選出歴
- U-15日本女子代表
- U-18日本女子代表
- U-19日本女子代表
- ユニバーシアード日本女子代表
- 日本女子代表(なでしこジャパン)
  - 2010年 バイセンテニアル・ウィメンズ・カップ2010（スペイン語版）優勝
  - 2010年 東アジアサッカー選手権2010
  - 2010年 AFC女子アジアカップ
  - 2010年 第16回アジア競技大会(中国・広州)
  - 2011年 アルガルヴェ・カップ2011

#### 試合数
| 日本代表 | 国際Aマッチ | 国際Aマッチ |
| 年       | 出場        | 得点        |
| -------- | ----------- | ----------- |
| 2007     | 1           | 0           |
| 2009     | 1           | 1           |
| 2010     | 14          | 5           |
| 2011     | 2           | 2           |
| 通算     | 18          | 8           |

#### 出場試合
| 出場試合一覧 | 出場試合一覧   | 出場試合一覧 | 出場試合一覧                                                     | 出場試合一覧         | 出場試合一覧 | 出場試合一覧 | 出場試合一覧                             | 出場試合一覧 |
| #            | 開催日         | 開催都市     | スタジアム                                                       | 対戦国               | 結果         | 監督         | 大会                                     | 出典         |
| ------------ | -------------- | ------------ | ---------------------------------------------------------------- | -------------------- | ------------ | ------------ | ---------------------------------------- | ------------ |
| 1.           | 2007年07月28日 | サンノゼ     |                                                                  | アメリカ合衆国       | ● 1-4        | 大橋浩司     | 国際親善試合                             |              |
| 2.           | 2009年8月1日   | モンタルジ   | スタッド・モーリス・ベロー                                       | フランス             | ○ 4-0        | 佐々木則夫   | 国際親善試合                             |              |
| 3.           | 2010年1月13日  | コキンボ     |                                                                  | デンマーク           | ○ 1-0        | 佐々木則夫   | バイセンテニアル・ウィメンズ・カップ2010 | [ 22 ]       |
| 4.           | 2010年1月15日  | コキンボ     | エスタディオ・ビセンテナリオ・フランシスコ・サンチェス・ルモロソ | チリ                 | △ 1-1        | 佐々木則夫   | バイセンテニアル・ウィメンズ・カップ2010 | [ 23 ]       |
| 5.           | 2010年1月23日  | コキンボ     | エスタディオ・ビセンテナリオ・フランシスコ・サンチェス・ルモロソ | アルゼンチン         | ○ 3-0        | 佐々木則夫   | バイセンテニアル・ウィメンズ・カップ2010 | [ 24 ]       |
| 6.           | 2010年2月6日   | 調布         | 味の素スタジアム                                                 | 中華人民共和国       | ○ 2-0        | 佐々木則夫   | 東アジアサッカー選手権2010               | [ 25 ]       |
| 7.           | 2010年2月11日  | 東京         | 国立競技場                                                       | チャイニーズタイペイ | ○ 3-0        | 佐々木則夫   | 東アジアサッカー選手権2010               | [ 26 ]       |
| 8.           | 2010年2月13日  | 調布         | 味の素スタジアム                                                 | 韓国                 | ○ 2-1        | 佐々木則夫   | 東アジアサッカー選手権2010               | [ 27 ]       |
| 9.           | 2010年5月20日  | 成都         | 成都市体育中心                                                   | ミャンマー           | ○ 8-0        | 佐々木則夫   | 2010 AFC女子アジアカップ                 | [ 28 ]       |
| 10.          | 2010年5月22日  | 成都         | 成都市体育中心                                                   | タイ                 | ○ 4-0        | 佐々木則夫   | 2010 AFC女子アジアカップ                 | [ 29 ]       |
| 11.          | 2010年5月24日  | 成都         | 成都市体育中心                                                   | 北朝鮮               | ○ 2-1        | 佐々木則夫   | 2010 AFC女子アジアカップ                 | [ 30 ]       |
| 12.          | 2010年5月27日  | 成都         | 成都市体育中心                                                   | オーストラリア       | ● 0-1        | 佐々木則夫   | 2010 AFC女子アジアカップ                 | [ 31 ]       |
| 13.          | 2010年5月30日  | 成都         | 成都市体育中心                                                   | 中華人民共和国       | ○ 2-0        | 佐々木則夫   | 2010 AFC女子アジアカップ                 | [ 32 ]       |
| 14.          | 2010年11月14日 | 広州         | 黄埔体育中心                                                     | タイ                 | ○ 4-0        | 佐々木則夫   | 第16回アジア競技大会                     | [ 33 ]       |
| 15.          | 2010年11月18日 | 広州         | 広州大学城体育中心                                               | 北朝鮮               | △ 0-0        | 佐々木則夫   | 第16回アジア競技大会                     | [ 34 ]       |
| 16.          | 2010年11月20日 | 広州         | 越秀山体育場                                                     | 中華人民共和国       | ○ 1-0        | 佐々木則夫   | 第16回アジア競技大会                     | [ 35 ]       |
| 17.          | 2011年3月4日   | ラゴス       | 市営スタジアム                                                   | フィンランド         | ○ 5-0        | 佐々木則夫   | アルガルヴェ・カップ2011                 | [ 36 ]       |
| 18.          | 2011年3月7日   | パルシャル   | ベラ・ヴィスタ市営スタジアム                                     | ノルウェー           | ○ 1-0        | 佐々木則夫   | アルガルヴェ・カップ2011                 | [ 37 ]       |

#### ゴール
| ゴール一覧 | ゴール一覧    | ゴール一覧 | ゴール一覧                                                       | ゴール一覧   | ゴール一覧 | ゴール一覧 | ゴール一覧                               | ゴール一覧 |
| #          | 開催日        | 開催都市   | スタジアム                                                       | 対戦国       | 結果       | 監督       | 大会                                     | 出典       |
| ---------- | ------------- | ---------- | ---------------------------------------------------------------- | ------------ | ---------- | ---------- | ---------------------------------------- | ---------- |
| 1.         | 2009年8月1日  | モンタルジ | スタッド・モーリス・ベロー                                       | フランス     | ○ 4-0      | 佐々木則夫 | 国際親善試合                             | [ 38 ]     |
| 2.         | 2010年1月13日 | コキンボ   |                                                                  | デンマーク   | ○ 1-0      | 佐々木則夫 | バイセンテニアル・ウィメンズ・カップ2010 | [ 39 ]     |
| 3.         | 2010年1月23日 | コキンボ   | エスタディオ・ビセンテナリオ・フランシスコ・サンチェス・ルモロソ | アルゼンチン | ○ 3-0      | 佐々木則夫 | バイセンテニアル・ウィメンズ・カップ2010 | [ 40 ]     |
| 4.         | 2010年2月13日 | 調布       | 味の素スタジアム                                                 | 韓国         | ○ 2-1      | 佐々木則夫 | 東アジアサッカー選手権2010               | [ 41 ]     |
| 5.         | 2010年5月20日 | 成都       | 成都体育中心                                                     | ミャンマー   | ○ 8-0      | 佐々木則夫 | 2010 AFC女子アジアカップ                 | [ 42 ]     |
| 6.         | 2010年5月20日 | 成都       | 成都体育中心                                                     | ミャンマー   | ○ 8-0      | 佐々木則夫 | 2010 AFC女子アジアカップ                 | [ 42 ]     |
| 7.         | 2011年3月4日  | ラゴス     | 市営スタジアム                                                   | フィンランド | ○ 5-0      | 佐々木則夫 | アルガルヴェ・カップ2011                 | [ 43 ]     |
| 8.         | 2011年3月4日  | ラゴス     | 市営スタジアム                                                   | フィンランド | ○ 5-0      | 佐々木則夫 | アルガルヴェ・カップ2011                 | [ 43 ]     |

## タイトル

### クラブ
- ウメオIK
  - ダームアルスヴェンスカン優勝：1回 (2008)

- 日テレ・ベレーザ
  - 日本女子サッカーリーグ：1回 (2010)
  - 皇后杯全日本女子サッカー選手権大会：2回 (2004、2014)

### 代表
- 日本女子代表(なでしこジャパン)
  - 東アジアサッカー選手権：1回 (2010)
  - アジア競技大会：1回 (2010)

### 個人
- ハーモン・トロフィー（米大学最優秀選手）：2007年